# Berühmtes Makedonien
Berühmtes Makedonien (griechisch: Μακεδονία ξακουστή – Makedonía xakustí) ist ein Volkslied, das häufig als die inoffizielle Hymne der griechischen Region Makedonien angesehen wird.
Es ist mit den Makedonomáchi (den „Makedonischen Kämpfern“ oder [griechischen] Kämpfern Makedoniens) während des griechischen Kampfes für die Befreiung Makedoniens und kann auf Paraden und nationalen Jahrestagen gehört werden.
Bis zur Umstellung auf ein 24-Stunden-Programm  kennzeichnete es auch das Ende der Radioprogramme des regionalen makedonischen Radiosenders „Radio-Makedonia 102FM“ um Mitternacht, es wurde vor der griechischen Nationalhymne gespielt.
Entsprechend der Website der griechischen Armee ist die Hymne ein militärisches Lied (εμβατήριο), es basiert auf dem traditionellen „Makedonischen Tanz“ (Μακεδονικός Χορός). Es ist in der Dorischen Tonleiter, in fünfzehnsilbigen jambischen Versen (ιαμβικός δεκαπεντασύλλαβος) geschrieben. Es steht im 2/4-Takt und wird auch als chasápiko (χασάπικο) getanzt. mit einem Bezug zum Digenis Akritas, einem Heldenepos aus byzantinischer Zeit. Außerdem bezieht sich der Text auf Alexander den Großen, der als Stammvater der griechischen Makedonier reklamiert wird.

## Text
| Neugriechischer Originaltext | Transkription | Deutsche Übersetzung |
| --- | --- | --- |

Der Stern von Vergina, die inoffizielle Flagge des griechischen Makedonien

| Μακεδονία ξακουστή, του Αλεξάνδρου η χώρα, που έδιωξες τους βάρβαρους κι ελεύθερη είσαι τώρα! Ήσουν και θα 'σαι ελληνική, ελλήνων το καμάρι, κι έμεις τα Ελληνόπουλα, σου πλέκουμε στεφάνι. Οι Μακεδόνες δεν μπορούν να ζούνε σκλαβομένοι, όλα και αν τα έχασαν η λεφτεριά τους μένει! | Makedonía xakoustí, tou Alexándrou i chóra, pou édioxes tous várvarous, ki eléftheri íse tóra! Ísoun ke tha 'se ellinikí, ellínon to kamári, ki emís ta Ellinópoula, sou plékoume stefáni! I Makedónes den boroún na zoúne sklavoméni, óla ke an ta échasan i leftería tous méni! | Berühmtes Makedonien Land von Alexander, du hast die Barbaren vertrieben, und nun bist du frei! Du warst und wirst griechisch bleiben, Stolz der Griechen, und wir Griechenkinder flechten dir einen Siegeskranz! Die Makedonen können nicht als Sklaven leben. Auch wenn sie alles verloren haben, bleibt ihnen ihre Freiheit! |